# إدي سانشيز
إدي سانشيز (بالإنجليزية: Eddie Sanchez) هو فنان قتال مختلط أمريكي، ولد في 4 نوفمبر 1982 في لاهويا في الولايات المتحدة.

## وصلات خارجية
- إدي سانشيز على موقع يو إف سي (الإنجليزية)
- إدي سانشيز على موقع بيلاتور (الإنجليزية)
- إدي سانشيز على موقع شيردوغ (الإنجليزية)
- إدي سانشيز على موقع IMDb (الإنجليزية)
- إدي سانشيز على موقع قاعدة بيانات الفيلم (الإنجليزية)